# Bo Casten Carlberg
Bo Casten Carlberg, född 15 juni 1906 i Stockholm, död 23 augusti 1995, var en svensk ingenjör och företagsledare. 
Carlberg blev reservofficer 1928, utexaminerades från Kungliga Tekniska högskolan 1930 och studerade vid Harvard University 1930–1931. Han var sakkunnig i 1930 års försvars- och 1933 års flygkommitté 1932–1934, anställd vid Finspongs Metall AB 1934–1935, ekonomichef i AB Motala Verkstad 1935–1938, organisationschef i AB Åtvidabergs industrier 1938–1939, kanslichef i Industrikommissionen 1939–1940, direktörsassistent i ammunitionsnämnden 1940–1943, samt överingenjör och extra föredragande Krigsmaterielverket 1943–1946. Han var biträdande militärattaché i Washington, D.C. 1945–1946. Han var grundare och verkställande direktör för Ekonomisk företagsledning (EF) AB 1942–1969, styrelseordförande där 1969–1981 (hedersordförande från 1981), och ledare för Institute för Dynamic Management (IDM) AB från 1947.
Carlberg var sakkunnig i länsstyrelseutredningen 1936, tillhörde Stockholms stadsfullmäktige 1942–1946, var ledamot av utredningen om försvarsförvaltning 1943 och utredningsman om anordningar för trafiksäkerheten 1948. Han var gästprofessor vid University of Wisconsin 1956 och blev ledamot av International Academy of Management 1964.